# 1250년

## 연호
- 남송(南宋) 순우(淳祐) 10년
- 일본(日本) 겐초(建長) 2년
- 쩐 왕조(陳朝) 티엔응찐빈(天應政平) 19년

## 기년
- 남송(南宋) 이종(理宗) 26년
- 고려(高麗) 고종(高宗) 37년
- 몽골 오굴 카이미쉬 섭정 2년
- 쩐 왕조(陳朝) 태종(太宗) 26년

## 사건
- 이집트 시리아 일대 맘루크 왕조 수립
- 4월 6일 - 제7차 십자군 원정 중 파리스크르 전투에서 성왕 루이 9세가 아이유브 왕조군에게 패배해 포로가 되다.
- 《한림별곡》이 완성되다.

## 사망
- 12월 13일 - 신성로마제국의 프리드리히 2세